# Brasilianische Volleyballnationalmannschaft der Männer
Die brasilianische Volleyballnationalmannschaft der Männer ist eine Auswahl der besten brasilianischen Spieler, die die CBV (Confederação Brasileira de Voleibol) bei internationalen Turnieren und Länderspielen repräsentiert.

## Geschichte

### Weltmeisterschaft
Brasilien war bei der Weltmeisterschaft 1956 erstmals dabei und belegte den elften Platz. Seitdem fehlte die Mannschaft bei keinem Turnier. Vier Jahre später erreichten die Brasilianer als Gastgeber den fünften Rang. Bei den nächsten drei Turniere gab es zweistellige Platzierungen mit dem 13. Platz 1966 als Tiefpunkt. Bei den Turnieren 1974 und 1978 verbesserten sich die Brasilianer mit den Plätzen neun und sechs. 1982 in Argentinien unterlagen sie der Sowjetunion erst im Finale. Danach wurden sie dreimal Vierter, darunter 1990 im eigenen Land, sowie 1994 Fünfter. Bei der WM 2002 wurde sie im Finale gegen Russische Volleyballnationalmannschaft der Männer erstmals Weltmeister. Den Titel verteidigten sie
2006 in Japan gegen Polen erfolgreich.
2010 in Italien besiegten sie im Finale Kuba und gewannen den dritten WM-Titel in Folge. 2014 in Polen verloren sie das Endspiel gegen die Gastgeber. Bei der WM 2018 gab es das gleiche Duell im Finale und Brasilien wurde wieder Zweiter. Bei der Weltmeisterschaft 2022 holte Brasilien die Bronzemedaille.

### Olympische Spiele

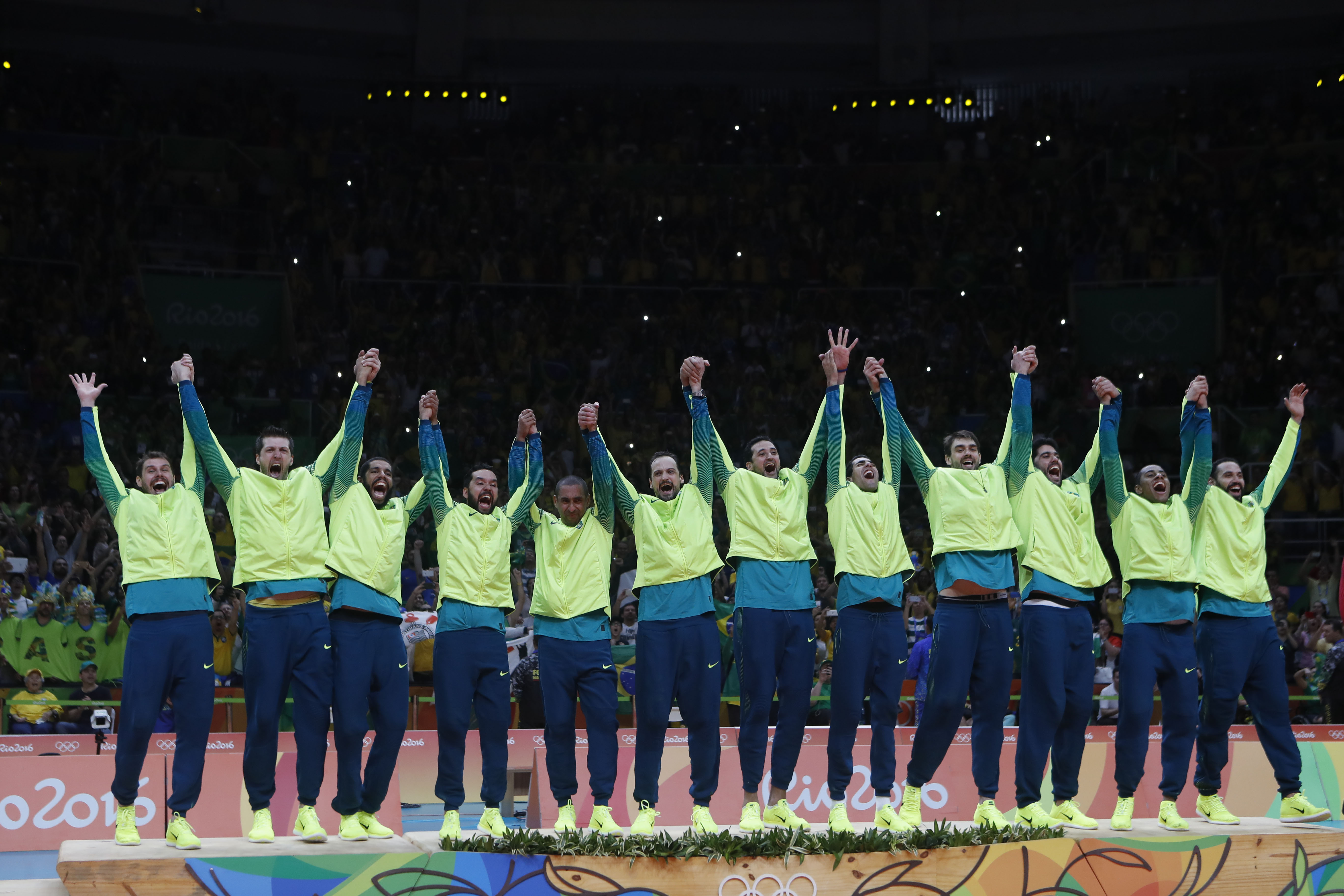
Siegerehrung bei den Olympischen Spielen 2016

Brasilien ist die einzige Nation, die bisher bei allen olympischen Volleyball-Turnieren vertreten war. Bei den ersten vier Auftritten belegten sie Plätze zwischen sieben und neun. 1980 in Moskau steigerten sie sich auf den fünften Rang. Vier Jahre später, bei den Spielen 1984 verloren sie im Finale gegen den Gastgeber USA. 1988 in Seoul folgte ein vierter Platz.
1992 in Barcelona gewannen die Brasilianer im Endspiel gegen die Niederlande ihre erste Goldmedaille. Vier Jahre später wurden sie Fünfter und beim Turnier 2000 Sechster. Die zweite Goldmedaille gab es bei Olympia 2004 mit einem Erfolg im Endspiel gegen Italien. 2008 in Peking verlor der Titelverteidiger das Finale gegen die USA. Auch 2012 in London gab es für Brasilien nach einer 2:3-Finalniederlage gegen Russland die Silbermedaille. 2016 in Rio de Janeiro holte das Team vor heimischem Publikum gegen Italien erneut die Goldmedaille. Bei den 2021 in Tokio ausgetragenen Olympischen Spiele 2020 erreichte Brasilien den vierten Platz. 2024 in Paris scheiterte das Team im Viertelfinale.

### Südamerikameisterschaft
Bei der Volleyball-Südamerikameisterschaft ist Brasilien die dominierende Nation. Lediglich beim Turnier 1964 in Buenos Aires fehlte das Team des CBV. Bei den anderen 26 Turnieren seit der Premiere 1951 in Rio de Janeiro gewannen die Brasilianer immer den Titel. Im Finale spielten sie dabei meistens gegen Argentinien oder Venezuela. Zuletzt siegten sie 2021 gegen Argentinien. 2023 unterlagen sie erstmals wieder seit 1964.

### World Cup
Bei der ersten Ausgabe des Volleyball World Cup 1965 waren die Brasilianer nicht vertreten. Nach einem sechsten Platz 1969 und einem achten Platz 1977 kamen sie 1981 als Dritter erstmals in die Medaillenränge. Bei den nächsten drei Turnieren verschlechterten sie sich um jeweils einen Rang. 1995 erreichten sie wieder den dritten Platz. 1999 wurden sie Fünfter. Beim Turnier 2003 gewannen sie im Finale gegen Italien erstmals diesen Titel. Vier Jahre später gelang ihnen gegen Russland die Titelverteidigung. 2011 wurden sie erneut Dritter und 2015 fehlten sie zum zweiten Mal, weil sie im Folgejahr Gastgeber der Olympischen Spiele waren. 2019 gewannen sie im Endspiel gegen Polen zum dritten Mal den World Cup.

### Nations League
Bei der Nations League 2018 kamen die Brasilianer auf den vierten Platz. Auch bei der Finalrunde 2019 verloren sie das Spiel um den dritten Platz, diesmal gegen Polen. 2021 gelang der Sieg der Nations League.

### Weltliga

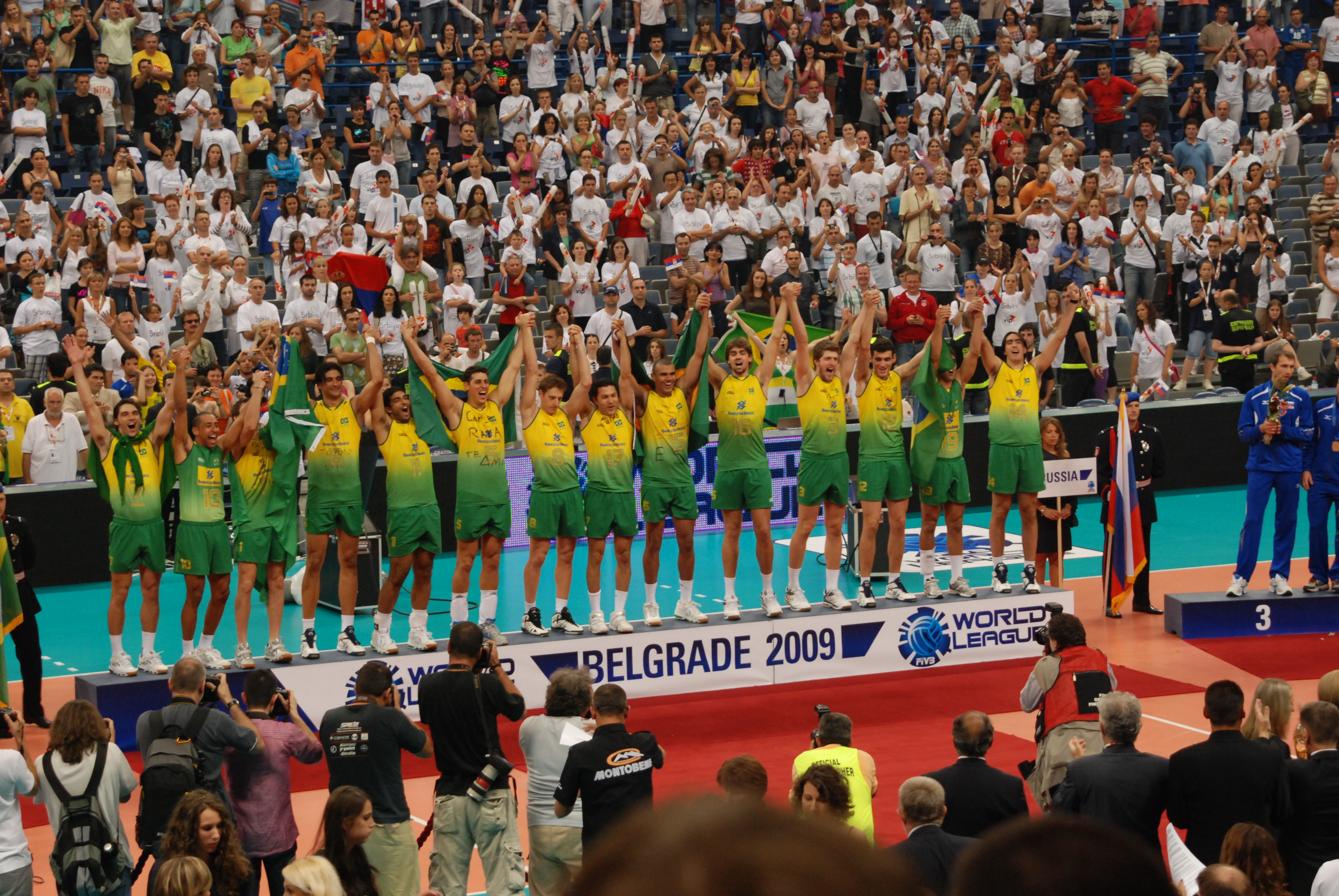
Siegerehrung bei der Weltliga 2009

Die Brasilianer waren fester Bestandteil bei jedem Turnier der Weltliga. Gleich bei der ersten Teilnahme 1990 belegten sie Brasilianer den dritten Platz. Darauf folgten zwei fünfte Plätze. 1993 feierten sie im Finale gegen Russland ihren ersten Titelgewinn. Als Dritter 1994 und Zweiter 1995 holten sie weitere Medaillen, bevor sie dreimal in Folge Fünfter und 1999 sowie 2000 wieder Dritter wurden. 2001 gewannen sie das Finale gegen Italien, aber das Endspiel 2002 in Belo Horizonte verloren sie gegen Russland. Anschließend gelangen ihnen fünf Titelgewinne in Folge. Beim Turnier 2008 in Rio de Janeiro verpassten sie als Vierter eine Medaille. 2009 triumphierten sie gegen Serbien erneut und ein Jahr später folgte gegen Russland der letzte Titelgewinn in der Weltliga. Von 2011 bis 2017 verloren sie fünf Endspiele. Hinzu kamen der sechste Platz 2012 als schlechtestes Ergebnis in diesem Wettbewerb und der fünfte Rang 2015.